# ISPセット割
ISPセット割（アイエスピーセットわり）とはNTTドコモが提供しているインターネット接続サービスを複数申し込んでいる場合、1サービスにつき150円/月（税別）割引く割引サービスとなる。

## 割引対象サービス
- iモード
- mopera（mopera U（Uライトプラン、Uスタンダードプラン）、ビジネスmoperaインターネット）
- spモード
- BlackBerry Internet Service

例）iモード+spモードの場合、iモード300円-150円　+　spモード300円-150円　=　300円となる。